# كلودين أوجيه
كلودين أوجيه (بالفرنسية: Claudine Auger)‏ (و. 1941  م) هي ممثلة، وعارضة، ومتسابقة ملكة الجمال، وممثلة أفلام، من فرنسا، ولدت في باريس.

## التعليم
تعلمت في المعهد الوطني العالي للفنون الدرامية ‏.

## وصلات خارجية
- كلودين أوجيه على موقع IMDb (الإنجليزية)
- كلودين أوجيه على موقع روتن توميتوز (الإنجليزية)
- كلودين أوجيه على موقع ألو سيني (الفرنسية)
- كلودين أوجيه على موقع تيرنر كلاسيك موفيز (الإنجليزية)
- كلودين أوجيه على موقع أول موفي (الإنجليزية)
- كلودين أوجيه على موقع قاعدة بيانات الأفلام السويدية (السويدية)
- كلودين أوجيه على موقع ديسكوغز (الإنجليزية)
- كلودين أوجيه على موقع قاعدة بيانات الفيلم (الإنجليزية)
- كلودين أوجيه على موقع كينوبويسك (الروسية)